# 格蘭特鎮區 (堪薩斯州馬里昂縣)
格蘭特鎮區（英語：Grant Township）為美國堪薩斯州馬里昂縣轄下的鎮區。2010年美国人口普查中此鎮區人口有131人。

## 地理
格蘭特鎮區涵蓋總面積為173.5平方（67.00平方英里），其中陸地面積為173.3平方（66.91平方英里），水域面積為0.23平方（0.09平方英里）或0.13%。海拔高度1,424（4,672英尺）。

## 人口統計
根據2010年美國人口普查，格蘭特鎮區人口有131人，其中男性有69人，女性有62人，人口密度為每平方公里0.76人，住房計61戶。鎮區內的白人有128人，非裔美國人有0人，美洲原住民有1人，亞裔美國人有1人，太平洋島裔美國人有0人，其他種族有0人，混血種族則有1人。此外鎮區內有0人為西班牙裔或拉丁裔美國人。此鎮區之年齡中位數為51.8歲，而男性年齡中位數為47.8歲，女性年齡中位數為54.5歲。

## 交通

### 主要公路
- 150號堪薩斯州州道